# Praina cirphidia
Praina cirphidia är en fjärilsart som beskrevs av George Francis Hampson 1913. Praina cirphidia ingår i släktet Praina och familjen nattflyn. Inga underarter finns listade i Catalogue of Life.